# 南昇祐
南 昇祐（ナム・スンウ、朝鮮語:  남승우）は、在日本朝鮮人総聯合会副議長、最高人民会議代議員。
副議長として様々な活動を行っている。2019年3月10日に実施された最高人民会議第14期代議員選挙で代議員に選出された。